# Rohania femoralis
Rohania femoralis es una especie de insecto coleóptero de la familia Chrysomelidae. Fue descrita científicamente en 1940 por Laboissiere.